# Yuki Irie
Yuki Irie (jap. 入江ゆき Irie Yuki; ur. 17 września 1992) – japońska zapaśniczka walcząca w stylu wolnym. Wicemistrzyni igrzysk azjatyckich w 2018. Złota medalistka mistrzostw Azji w 2015 i 2019; brązowa w 2018. Uniwersytecka mistrzyni świata w 2012
i mistrzyni świata juniorów w 2012. Pierwsza w Pucharze Świata w 2018 i druga w 2013 roku. Zawodniczka Kyushu Kyoritsu University.
Jej siostra Nanami Irie została mistrzynią świata juniorów w 2015 roku.